# Sovetski (Adiguesia)
Sovetski (del ruso: Советский) es un jútor del raión de Maikop en la república de Adiguesia de Rusia. Está situado en la cabecera del río Psenafa, 19 km al norte de Tulski y 7 km al norte de Maikop, la capital de la república. Tenía 472 habitantes en 2010.
Pertenece al municipio Kírovskoye.